# Wegekreuze in Rohrbach am Gießhübel

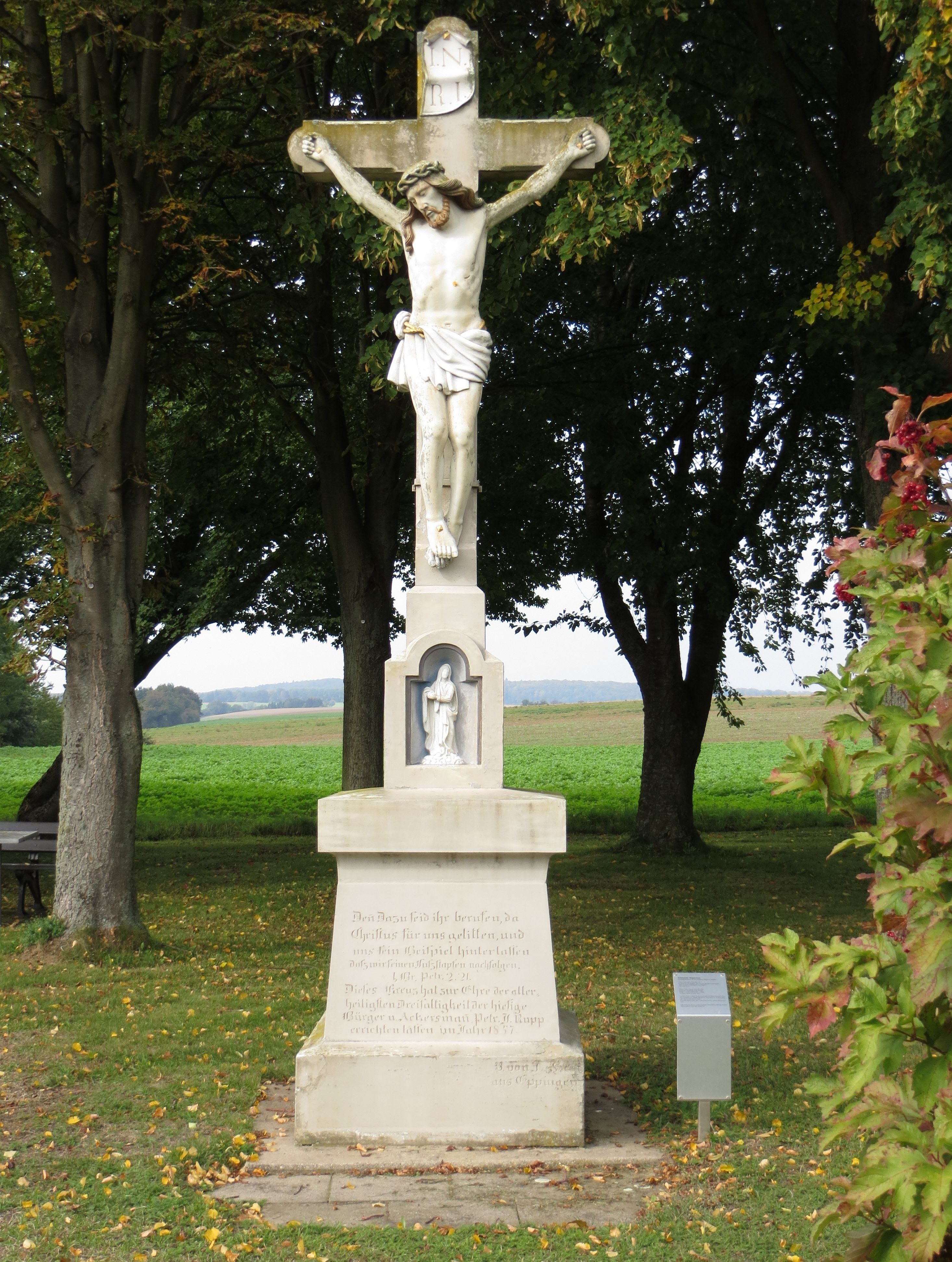
Dreifaltigkeitskreuz

Die Wegekreuze in Rohrbach am Gießhübel, einem Stadtteil von Eppingen im Landkreis Heilbronn (Baden-Württemberg), entstanden vor allem im 18. und 19. Jahrhundert. Die Wegekreuze sind als Kleindenkmale geschützt.

## Geschichte
Insgesamt zwölf Wegekreuze zeugen in und um Rohrbach von der Frömmigkeit der katholischen Bevölkerung und ihrer Sorge um das Seelenheil. Teilweise wurden sie zum Andenken an Verstorbene gestiftet. Das älteste Kreuz ist aus dem Jahr 1720 und stand ursprünglich unter der Dorflinde. Das jüngste Kreuz wurde 1923 neben der Marienkapelle errichtet.

## Beschreibung
Die Wegekreuze zeigen meist den Typ des Kruzifixes mit der Mutter Jesu. Für Maria ist oft eine Nische am Fuß des Kreuzes vorhanden, in der ihre Statuette steht. Die Kreuze sind alle in Sandstein von örtlichen Steinmetzen ausgeführt.

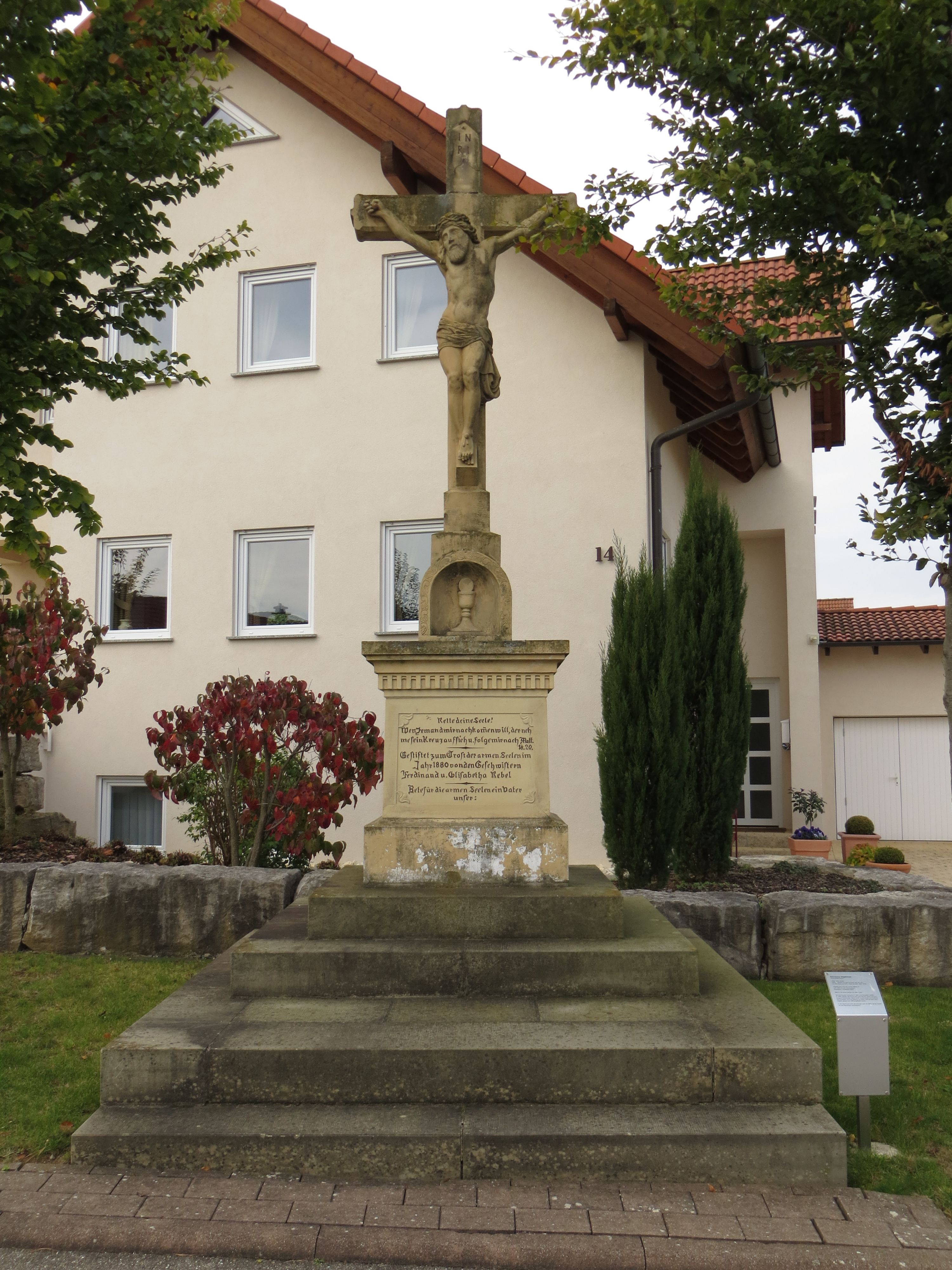
Armenseelen-Kreuz (⊙)
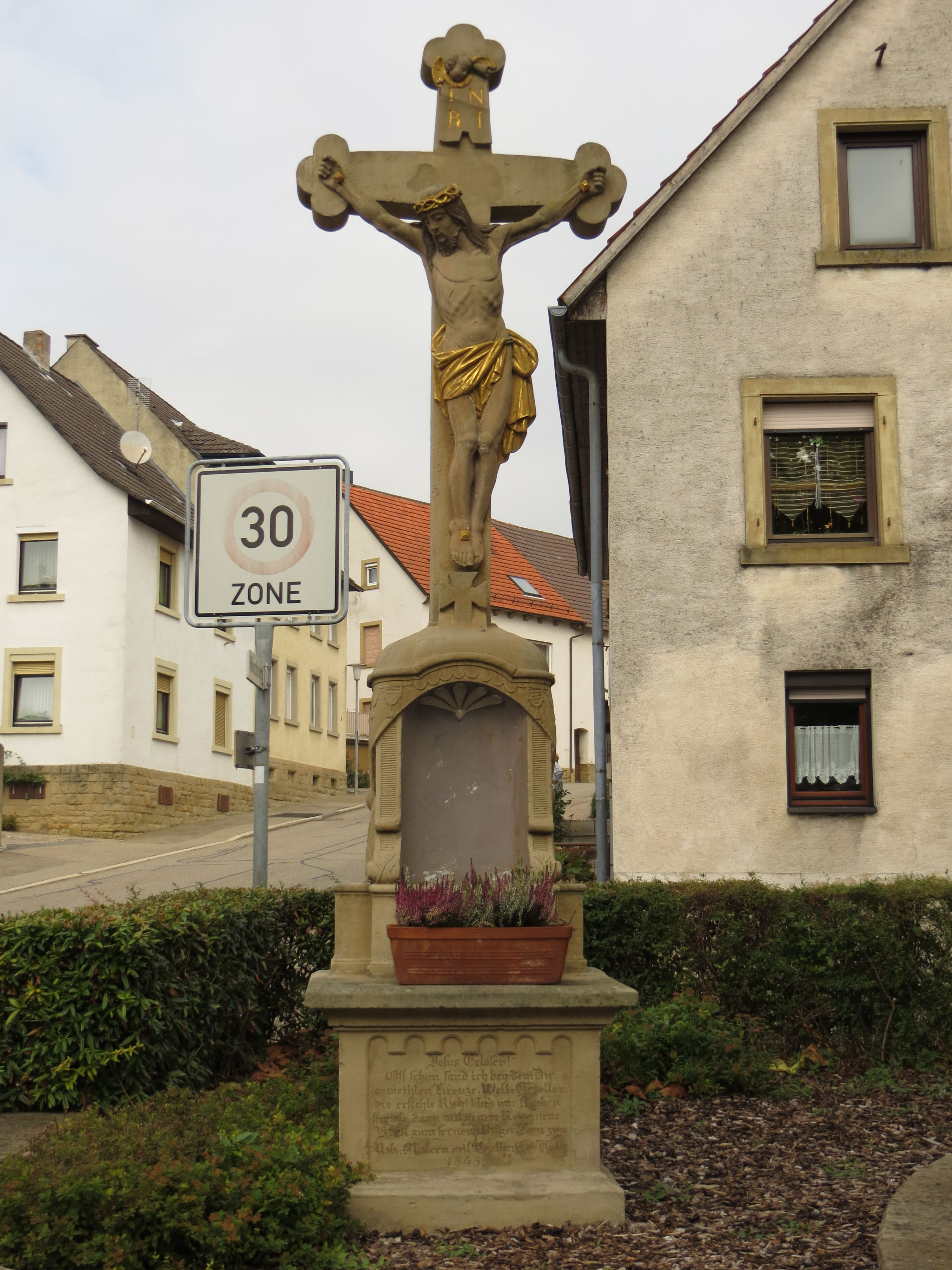
Welterretter-Kreuz (⊙)
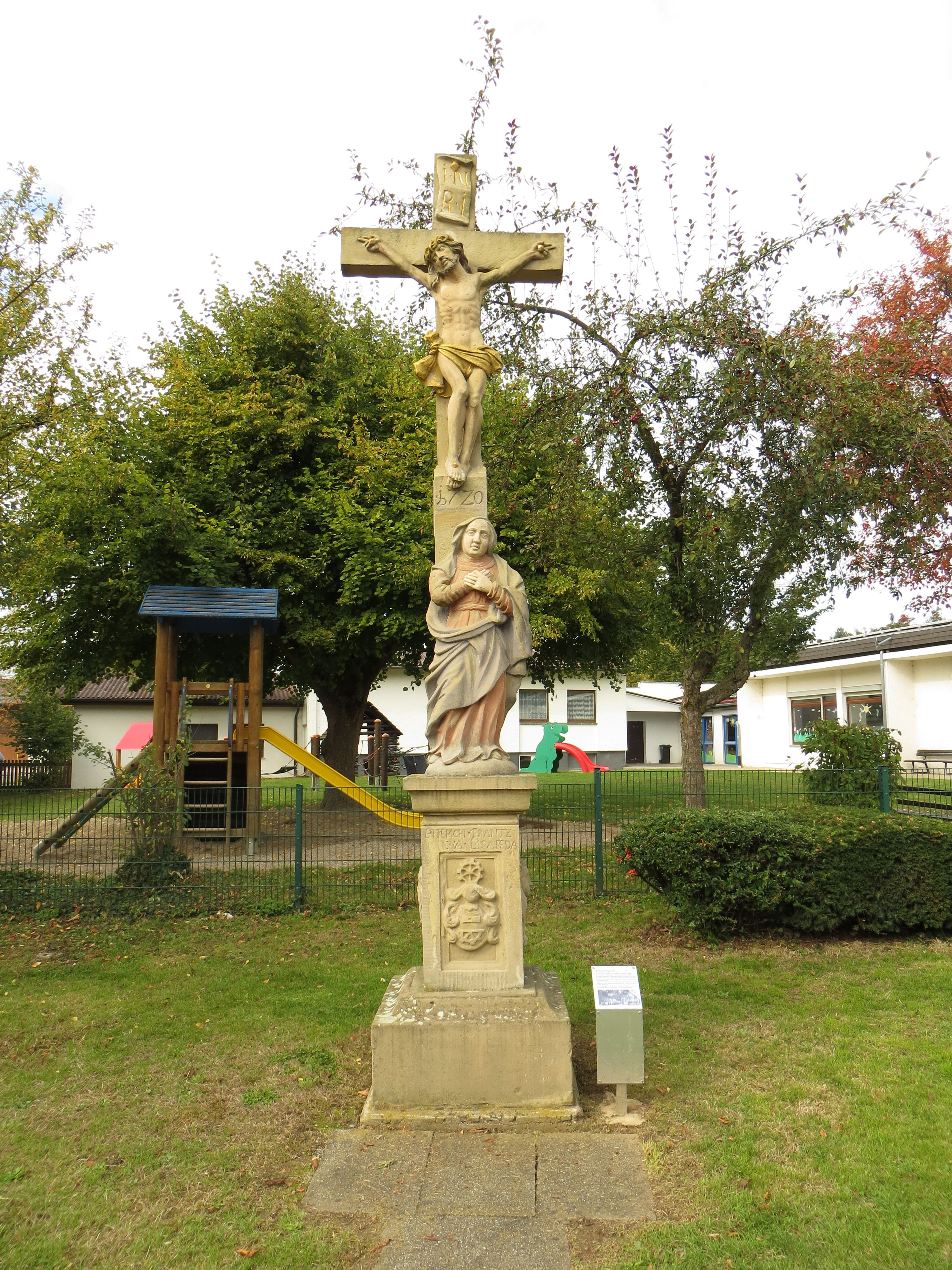
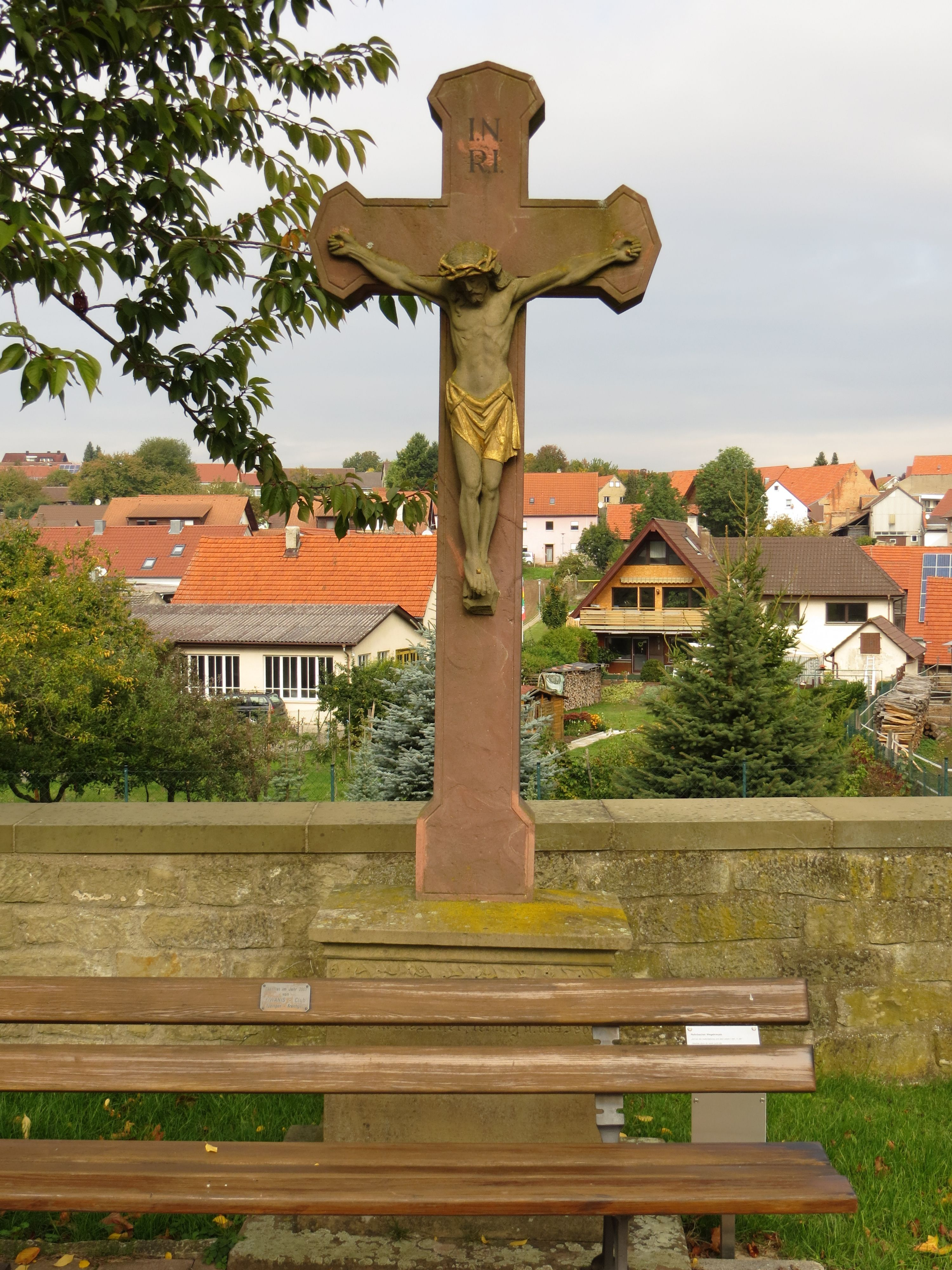